# Sida pindapoyensis
Sida pindapoyensis är en malvaväxtart som beskrevs av Antonio Krapovickas. Sida pindapoyensis ingår i släktet sammetsmalvor, och familjen malvaväxter. Inga underarter finns listade i Catalogue of Life.